# The needle and the damage done
The needle and the damage done is een lied van Neil Young. Hij bracht het in 1972 uit op de B-kant van zijn single Old man en nog een keer op War song. In hetzelfde jaar verscheen het ook op zijn album Harvest.
In 1993 bracht hij een live-versie uit op de A-kant van een single. Deze single belandde in het Verenigd Koninkrijk op nummer 75. Dit jaar werd het nummer op een aantal albums uitgebracht, zoals op The angriest man en Unplugged, en verder op de niet-officiële releases Rivers edge, The southern man, Back to my roots en Absolutely acoustic. Daarnaast kwam het nummer geregeld terug op allerlei andere albums van Young.

## Tekst en muziek
The needle verwijst in het lied naar een injectienaald die wordt gebruikt door heroïneverslaafden. Het nummer is geïnspireerd op Needle of death (1965) van de Schotse folkgitarist Bert Jansch.
In het lied heeft hij het over een cellar door waarmee hij verwijst naar de nachtclub Cellar Door in Washington D.C. waar in die tijd veel vooraanstaande artiesten optraden. Ook heeft hij het over een band die hij verliest en verwijst daarmee naar zijn begeleidingsband Crazy Horse. Een van de bandleden ervan, Danny Whitten, kwam op 18 november 1972 om het leven door een overdosis aan heroïne. In het lied spreekt Young zijn medelijden uit met verslaafden vanwege hun behoefte aan wat hij milk-blood noemt. Hij eindigt het lied met de zin "every junkie's like a setting sun", waarmee hij oppert dat elke verslaafde een vroege dood tegemoet gaat.
Het nummer kende zijn debuut op zijn album Harvest. Hierop begeleidde hij zichzelf met een akoestisch gitaar wat het een klagend effect geeft. De meeste mensen vonden het lied een doeltreffende beschrijving van de verschrikkingen van verslavingen. Ook was er kritiek dat het een zekere dubbelzinnigheid kende, omdat een deel van zijn publiek uit die tijd drugsgebruik goedpraatte.

## Covers en inspiratie
Het nummer werd in de loop van de jaren tientallen malen gecoverd door andere artiesten. Versies op de B-kant van een single verschenen van The Pretenders (Popstar, 1999), The Bronx (False alarm, 2004) en Laura Marling (Blues run the game, 2010). Enkele voorbeelden van artiesten die het nummer op een elpee plaatsten, waren Henry Kaiser (in een medley van twee op The bridge - A tribute to Neil Young, 1989), Our Lady Peace (Borrowed tunes - A tribute to Neil Young, 1994), Duran Duran (Thank you, 1995) en de Simple Minds (Neon lights, 2001). Ook verscheen er een versie van Dave Matthews in een muziekvideo (A MusiCares tribute to Neil Young, 2011).
In 1995 werd postuum, na de dood van voorman Kurt Cobain (1967-1994), het album The needle & the damage done: Outcesticide II van Nirvana uitgebracht, een titel die op het nummer van Young is geïnspireerd.

## NPO Radio 2 Top 2000
| Nummer met noteringen in de NPO Radio 2 Top 2000 | '16  | '17  | '18  |
| ------------------------------------------------ | ---- | ---- | ---- |
| The needle and the damage done                   | 1691 | 1735 | 1726 |

1. ↑  Een vetgedrukt getal geeft de hoogste notering aan.
2. ↑  2016 was het eerste jaar met een notering voor dit nummer.
3. ↑  Deze tabel is bijgewerkt tot en met de laatste editie (2024).